# EB (entreprise)
 (mars 2018).
Pour l’article homonyme, voir EB.
EB est une marque fabriquant des chaussons d'escalades créée en 1950. Elle est connue pour avoir commercialisé le premier chausson créé en 1947 par Pierre Allain, et Edmond Bourdonneau. C'était le modèle P.A.. En 1975, la marque crée le modèle Super Gratton. Elle sera alors leader mondial des fabricants de chaussons d'escalade. En 1978, la marque a un quasi-monopole sur le marché du chausson et est très visible dans les magazines de grimpe. En 1982, EB sort le modèle Super Mastria dont le nom est basé sur une voie ouverte par Jean-Claude Droyer. En 1984, la marque vend 20 000 paires de chaussons, en 1986, 50 000 et en 1988 entre 60 000 et 70 000.
Après avoir été racheté par des industriels, la marque n'avait plus la même « essence » qu'à son origine et se concentrait sur des modèles orientés pour les collectivités, notamment au travers de sa filière 6a escalade. Mais avec l'arrivée de Fred Tuscan ex grimpeur de haut niveau à la tête de l'entreprise, les chaussons d'escalade EB sont de nouveaux aux pieds des grimpeurs. l'entreprise a complètement changé de gamme pour proposer des chaussons pour le haut niveau.

## Sponsoring
En 1975, avec la sortie du Super Gratton, EB sponsorise Lynn Hill, Patrick Edlinger ou Jean-Baptiste Tribout.
En 2012, Charlotte Durif fait partie de la team EB parmi d'autres grimpeurs.
En 2014 Seb Bouin grimpeur de haut niveau intègre le team EB https://www.eb-escalade.com/team/

## Origine du nom
Le nom EB provient des initiales de son créateur Edmond Bourdonneau.